# Авксесия
Авксесия (Авкцесия, др.-греч. Αὐξησίη — «приумножительница») — местная богиня в древнегреческой мифологии, культовое изваяние которой, вместе с культовыми изваяниями другого местного божества, Дамии, почиталось в Трезене, Эпидавре, Элевсине и на Эгине. В Трезене считалось, что Авксесия и Дамия прибыли с Крита, но попали в разгар смуты и были безвинно побиты камнями, за что трезенцы установили их статуи и ввели обряд литоболии («бросания камней»). В Эпидавре статуи Авксесии и Дамии были (согласно оракулу, чтобы избавить страну от засухи) изготовлены из афинской маслины и стали причиной войны с Афинами. В Элевсине и на Эгине они почитались как божества плодородия.